# Eucyclogobius
Genre
Eucyclogobius est un genre de poissons de la famille des Gobiidae, endémique de la Californie (États-Unis).

## Liste des espèces
Deux espèces sont actuellement reconnues (depuis 2016) :
- Eucyclogobius kristinae Swift, Spies, Ellingson & Jacobs, 2016 (en anglais, Southern tide-water goby), endémique du sud de la Californie[2]
- Eucyclogobius newberryi (Girard, 1856) (en anglais, Northern tide-water goby)